# Cyrtandra thamnodes
Cyrtandra thamnodes är en tvåhjärtbladig växtart som beskrevs av Brian Laurence Burtt. Cyrtandra thamnodes ingår i släktet Cyrtandra och familjen Gesneriaceae. Inga underarter finns listade i Catalogue of Life.